# Gert Fredriksson
Pour les articles homonymes, voir Fredriksson.
Gert Fredriksson (né le 21 novembre 1919 à Nyköping - mort le 5 juillet 2006) est un kayakiste suédois. Il est le sportif le plus titré dans la discipline, tant aux Jeux olympiques qu'aux championnats du monde.

## Biographie

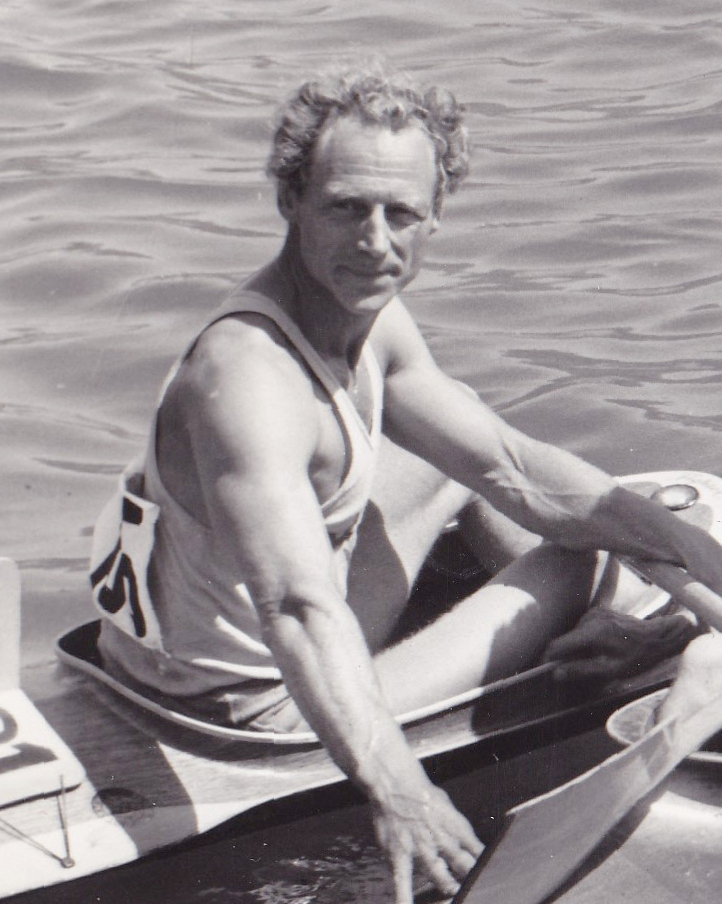
Gert Fredriksson en 1960

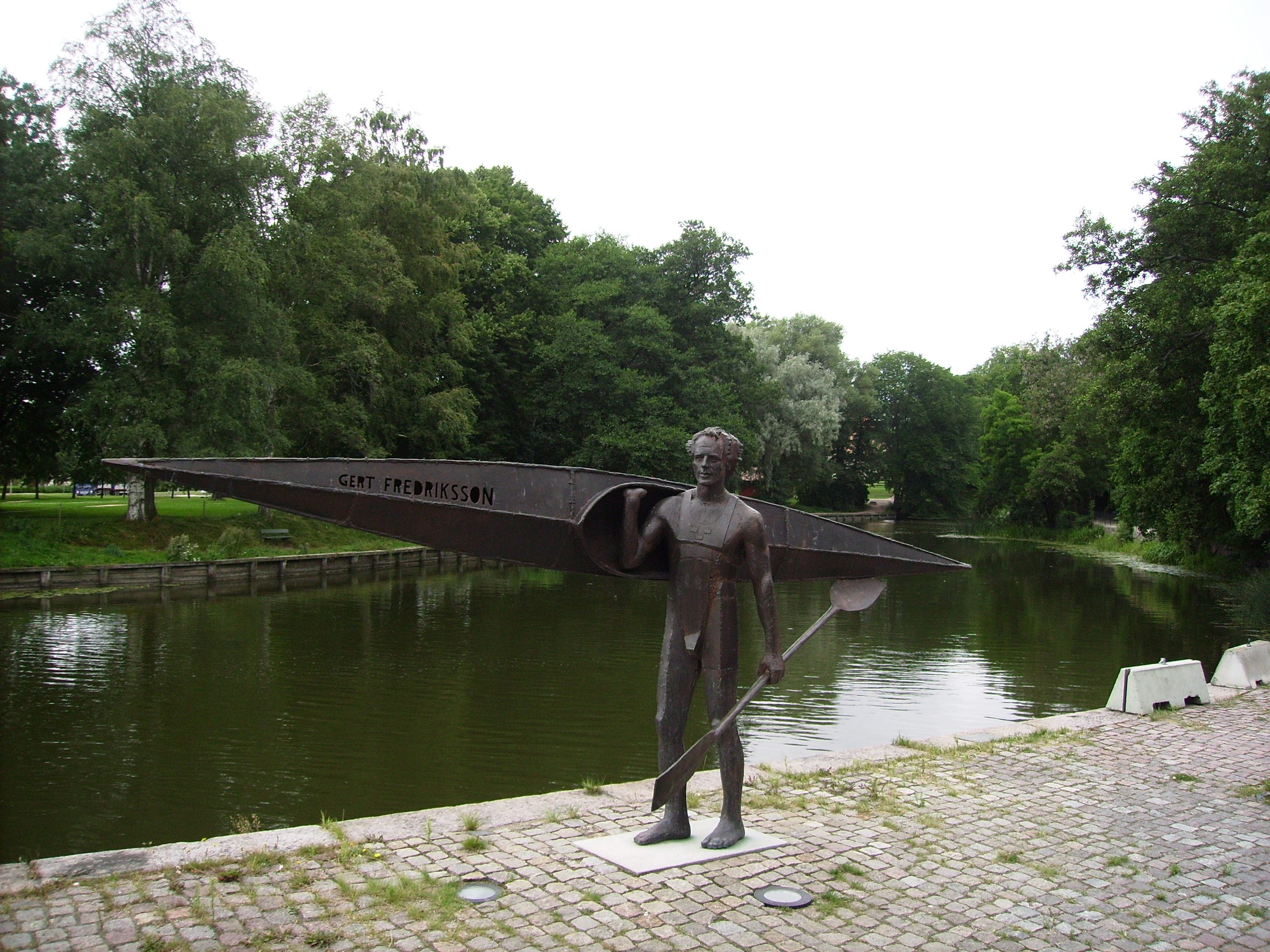
Gert Fredriksson. Œuvre de Thomas Qvarsebo.

Né à Nyköping en 1919, Gert Fredriksson décroche sa première médaille en canoë senior en 1942. L'annulation des Jeux olympiques 1940 et 1944 à cause de la Seconde Guerre mondiale lui faire faire ses débuts aux Jeux olympiques de Londres en 1948 à 28 ans. Il marque son entrée dans l'histoire des Jeux olympiques par une victoire record dans le 10 000 mètres qu'il remporte avec plus de 30 secondes d'avance sur le deuxième Kurt Wires. Au lendemain, il s'impose dans sa série du 1 000 mètres avec un sprint final impressionnant puis domine la finale avec une marge record de six secondes.
Aux Jeux olympiques d'Helsinki en 1952, le Suédois partage les plus hautes marches du podium avec Thorvald Strömberg. Fredriksson s'impose sur le 1 000 mètres et s'incline sur le 10 000 mètres face à son rival. Quatre ans plus tard, il ne partage pas aux Jeux olympiques de Melbourne et remporte deux nouvelles médailles d'or olympiques.
Après trois titre olympiques consécutifs sur la discipline du 1 000 mètres K1, Gert Fredriksson, âgé de 40 ans, s'incline contre la jeune génération et ne peut faire mieux que troisième lors des Jeux olympiques d'été de 1960 de Rome. Le nouveau champion olympique, le Danois Erik Hansen, a la moitié de son âge. Le 10 000 mètres en kayak individuel ayant disparu du programme olympique, il dispute le 1 000 mètres K2 avec Sven-Olov Sjödelius et remporte un dernier titre olympique en devançant la paire hongroise de moins de deux dixièmes de seconde.
Gert Fredriksson meurt en 2006 à l'âge de 86 ans victime d'un cancer.

## Palmarès
Son palmarès, fort de six titres, une médaille d'argent et une de bronze remportés lors des Jeux olympiques d'été en quatre olympiades font de lui l'homme le plus médaillé des Jeux dans sa discipline. En 1958, il remporte ainsi le 10 000 mètres K1 par un écart de 30,5 secondes, ce qui est et restera certainement toujours, le plus grand écart de l'histoire de la discipline. Son palmarès se complète de sept titres mondiaux.
- Jeux olympiques d'été
  - Jeux olympiques d'été de 1948
    -  Médaille d'or en 1 000 mètres K1
    -  Médaille d'or en 10 000 mètres K1

  - Jeux olympiques d'été de 1952
    -  Médaille d'or en 1 000 mètres K1
    -  Médaille d'argent en 10 000 mètres K1

  - Jeux olympiques d'été de 1956
    -  Médaille d'or en 1 000 mètres K1
    -  Médaille d'or en 10 000 mètres K1

  - Jeux olympiques d'été de 1960
    -  Médaille de bronze en 1 000 mètres K1
    -  Médaille d'or en 1 000 mètres K2
- Championnats du monde
  - Londres 1948
    -  Médaille d'or 1948 sur 500 mètres K1
    -  Médaille d'or 1948 sur 4 × 500 mètres K1

  - Copenhague 1950
    -  Médaille d'or 1950 sur 1 000 mètres K1
    -  Médaille d'argent 1950 sur 10 000 mètres K1
    -  Médaille d'or 1950 sur 4 × 500 mètres K1

  - Mâcon 1954
    -  Médaille d'or 1954 sur 500 mètres K1
    -  Médaille d'or 1954 sur 1 000 mètres K1
    -  Médaille d'or 1954 sur 4 × 500 mètres K1

  - Prague 1958
    -  Médaille d'argent 1958 sur 500 mètres K1
    -  Médaille de bronze 1958 sur 1 000 mètres K1
    -  Médaille de bronze 1958 sur 4 × 500 mètres K1
- Autres
  - 71 médailles en championnat de Suède